# Hold an Old Friend's Hand
Hold an Old Friend's Hand è il secondo album in studio della cantante statunitense Tiffany, pubblicato nel 1988.

## Tracce
1. All This Time (Tim James, Steven McClintock) – 4:20
2. Oh Jackie (T. James, McClintock, Tim Heintz, Kimberly Feldman) – 4:14
3. Hold an Old Friend's Hand (Donna Weiss) – 4:24
4. Radio Romance (John Duarte, Mark Paul) – 4:04
5. We're Both Thinking of Her (George Tobin, Mark Keefner) – 3:40
6. Walk Away While You Can (Mike Piccirillo) – 4:04
7. Drop That Bomb (Duarte, Bill Bowersock) – 3:44
8. It's the Lover (Not the Love) (Rich Donahue, Patrick Dollaghan) – 4:08
9. I'll Be the Girl (George Tobin, Piccirillo) – 4:27
10. Hearts Never Lie (duetto con Chris Farren; Allan Roy Scott, Hugh James) – 4:59
11. Overture (T. James, McClintock, Scott, Hugh James, Weiss) – 1:24